# František Miko
František Miko (13. dubna 1920 Lipany – 13. listopadu 2011 Bratislava) byl slovenský literární vědec a teoretik, jazykovědec a pedagog.

## Život

### Studium
Po absolvování Státního reálného gymnázia v Prešově (1931 – 1939) vystudoval slovenštinu a filozofii na Filozofické fakultě Slovenské univerzity v Bratislavě (1939 – 1943).

### Kariéra
Po studiích působil jako středoškolský profesor na gymnáziích na Slovensku a poté postupně pracoval jako odborný asistent na Pedagogické fakultě v Košicích, na Vyšší pedagogické škole v Prešově a jako vědecký pracovník Ústavu slovenského jazyka SAV v Košicích a zároveň jako docent na Filozofické fakultě UPJŠ v Prešově a jako pracovník Institutu překladatelství a tlumočnictví pobočky Univerzity 17. novembra v Bratislavě.
Od roku 1970 byl vědeckým pracovníkem Ústavu světové literatury a jazyků SAV. V roce 1967 spoluzakládal, budoval a později vedl Kabinet literární komunikace na Pedagogické fakultě v Nitře.

### Vědecká práce
Začátky jeho vědecké práce se váží na stylistiku a později na gramatiku. O této problematice vydal monografii Rod, číslo a pád podstatných mien (1962). Z oblasti lingvistiky je monografie The Generative Structure of Slovak Sentence (1972). Založil a vedl specializované pracoviště Kabinet literární komunikace a experimentální metodiky v Nitře, které se stalo základnou nitranské literárněvědné školy.
Spolupracoval s translatologem Antonem Popovičem, se kterým napsal dílo Tvorba a recepcia (1978).

## Dílo

### Odborná literatura
- Sloh (1960)
- Rod, číslo a pád podstatných mien (1962)
- Malý výkladový slovník výrazovej sústavy (1972)
- The Generativ Structure of Slovak Sentence (1972)
- The Programme of The Text (1978)
- Frazeológia v škole (1985)
- Frazeologická terminológia (1995, kolektiv autorů)
- Význam, jazyk, semióza (1995)

### Literární věda
- Estetika výrazu (1969)
- Text a štýl (1970)
- Ein kleines Erklärendes Wörterbuch des Ausdrukssystems (1972)
- Spoločenské hodnoty a literárny text (1972)
- Od epiky k lyrike (1973)
- Zrážka spoločenského a literárneho kontextu v povstaleckej próze R. Jašíka (1974)
- Štýlové konfrontácie (1976)
- Polemika o „anjelských krajinách“ a otázky realizmu v slovenskej próze 40. rokov (1977)
- Štrukturalizmus a súčasná literárna veda (1977)
- Style, Literature, Communication (1978)
- Tvorba a recepcia (1978, spoluautor)
- Poézia, človek, technika (1979)
- Hra a poznanie v detskej próze (1980)
- Funkcia umeleckej kritiky (1981, kolektiv autorů)
- Hodnoty a literárny proces (1982)
- Verš v recepcii poézie (1985)
- Súradnice literárneho diela (1986, kolektiv autorů)
- Analýza literárneho diela (1987)
- Umenie lyriky (1988)
- Aspekty literárneho textu (1989)
- Šafárik: pamäť, osobnosť, zmysel (1995, inaugurační přednáška na UPJŠ, Košice 16. 9. 1995 při příl. 200. výročí narození P. J. Š.)

### Editorská činnost
- Vedeckotechnická revolúcia a literatúra (1982, preklad: D. Slobodník, Ľ. Rampáková)